# Persone di nome Warren
| Questa pagina contiene informazioni ricavate automaticamente dalle voci biografiche con l'ausilio del template Bio e di un bot. L'aggiornamento è periodico e automatico e ricostruisce completamente la pagina. Se manca una persona in questa lista, sei pregato di non aggiungerla, ma accertati piuttosto che la sua voce biografica contenga il template Bio e che i dati anagrafici siano correttamente compilati. Se il template Bio manca, inseriscilo tu stesso o, in alternativa, metti l'avviso {{tmp\|Bio}} che ne segnala la mancanza. Se i dati riportati sono sbagliati, correggi direttamente la voce biografica; le modifiche saranno visibili in questa lista entro pochi giorni. Per chiarimenti vedi il progetto antroponimi. La lista contiene solo le 112 persone che sono citate nell'enciclopedia e per le quali è stato implementato correttamente il template Bio. Pagina aggiornata al 6 ago 2025. |

Questa è una lista di persone presenti nell'enciclopedia che hanno il nome Warren, suddivise per attività principale.

## Allenatori di calcio(2)
- Warren Feeney, allenatore di calcio e ex calciatore nordirlandese (Belfast, n. 1981)
- Warren Joyce, allenatore di calcio e ex calciatore inglese (Oldham, n. 1965)

## Astronauti(1)
- Warren Hoburg, astronauta statunitense (Pittsburgh, n. 1985)

## Astronomi(2)
- Warren de la Rue, astronomo e chimico britannico (Guernsey, n. 1815 - Londra, † 1889)
- Warren B. Offutt, astronomo statunitense (n. 1928 - † 2017)

## Attori(11)
- Warren Beatty, attore, produttore cinematografico e sceneggiatore statunitense (Richmond, n. 1937)
- Warren Berlinger, attore statunitense (Brooklyn, n. 1937 - Valencia, † 2020)
- Warren Clarke, attore britannico (Oldham, n. 1947 - Londra, † 2014)
- Warren Frost, attore statunitense (Newburyport, n. 1925 - Middlebury, † 2017)
- Warren J. Kemmerling, attore statunitense (Saint Louis, n. 1924 - Los Angeles, † 2005)
- Warren Kole, attore statunitense (San Antonio, n. 1977)
- Warren Mitchell, attore britannico (Londra, n. 1926 - Londra, † 2015)
- Warren Munson, attore statunitense (Contea di Schenectady, n. 1933)
- Warren Oates, attore statunitense (Depoy, n. 1928 - Los Angeles, † 1982)
- Warren Stevens, attore statunitense (Clarks Summit, n. 1919 - Sherman Oaks, † 2012)
- Warren William, attore statunitense (Aitkin, n. 1894 - Hollywood, † 1948)

## Autori di videogiochi(1)
- Warren Spector, autore di videogiochi statunitense (Miami, n. 1955)

## Batteristi(2)
- Warren Cann, batterista, compositore e produttore discografico canadese (Victoria, n. 1950)
- Warren Dodds, batterista statunitense (New Orleans, n. 1898 - Chicago, † 1959)

## Calciatori(17)
- Warren Archibald, ex calciatore trinidadiano (Point Fortin, n. 1948)
- Warren Aspinall, ex calciatore inglese (Wigan, n. 1967)
- Warren Barrett, ex calciatore giamaicano (Saint James, n. 1970)
- Warren Barton, ex calciatore inglese (Londra, n. 1969)
- Warren Bradley, calciatore inglese (Hyde, n. 1933 - Manchester, † 2007)
- Warren Brittingham, calciatore statunitense (St. Louis, n. 1886 - El Paso, † 1962)
- Warren Caddy, calciatore francese (Cagnes-sur-Mer, n. 1997)
- Warren Creavalle, ex calciatore statunitense (Acworth, n. 1990)
- Warren Cummings, ex calciatore scozzese (Aberdeen, n. 1980)
- Warren Granados, ex calciatore costaricano (n. 1981)
- Warren Kamanzi, calciatore norvegese (n. 2000)
- Warren Madrigal, calciatore costaricano (San José, n. 2004)
- Warren O'Hora, calciatore irlandese (Dublino, n. 1999)
- Warren Spink, ex calciatore e ex giocatore di calcio a 5 australiano (Melbourne, n. 1966)
- Warren Tchimbembé, calciatore francese (Gonesse, n. 1998)
- Warren Bondo, calciatore francese (Évry, n. 2003)
- Warren Zaïre-Emery, calciatore francese (Montreuil, n. 2006)

## Canottieri(2)
- Warren Cole, canottiere neozelandese (Palmerston North, n. 1940 - Hamilton, † 2019)
- Warren Westlund, canottiere statunitense (Olympia, n. 1926 - Seattle, † 1992)

## Cantanti(2)
- Warren Ham, cantante, sassofonista e polistrumentista statunitense (Fort Worth, n. 1957)
- Warren Smith, cantante statunitense (n. 1932 - † 1980)

## Cantautori(1)
- Warren Zevon, cantautore, chitarrista e pianista statunitense (Chicago, n. 1947 - Los Angeles, † 2003)

## Cestisti(14)
- Warren Ajax, cestista statunitense (Minneapolis, n. 1921 - Hot Springs, † 2004)
- Warren Carter, ex cestista statunitense (Dallas, n. 1985)
- Warren Davis, ex cestista statunitense (Atlantic City, n. 1943)
- Warren Hair, cestista statunitense (Chicago, n. 1918 - Houston, † 2006)
- Warren Jabali, cestista statunitense (Kansas City, n. 1946 - Miami, † 2012)
- Warren Kidd, ex cestista statunitense (Harpersville, n. 1970)
- Warren Niles, ex cestista e allenatore di pallacanestro statunitense (Cincinnati, n. 1989)
- Warren Perkins, cestista statunitense (New Orleans, n. 1924 - New Orleans, † 2014)
- Warren Racine, cestista francese (Lione, n. 1995)
- Warren Reynolds, ex cestista canadese (Toronto, n. 1936)
- Warren Schrage, cestista statunitense (Plymouth, n. 1920 - Dallas, † 1999)
- Bruce Spraggins, cestista statunitense (Williamsburg, n. 1939 - Charles City, † 2021)
- Warren Ward, ex cestista canadese (London, n. 1989)
- Warren Whitlinger, cestista statunitense (Barnesville, n. 1914 - Neenah, † 2012)

## Chitarristi(5)
- Warren Cuccurullo, chitarrista statunitense (Brooklyn, n. 1956)
- Warren DeMartini, chitarrista statunitense (Chicago, n. 1963)
- Warren Fitzgerald, chitarrista e produttore discografico statunitense (n. 1968)
- Warren Haynes, chitarrista, cantante e compositore statunitense (Asheville, n. 1960)
- Sonny Sharrock, chitarrista statunitense (Ossining, n. 1940 - Ossining, † 1994)

## Ciclisti su strada(1)
- Warren Barguil, ciclista su strada francese (Hennebont, n. 1991)

## Compositori(2)
- Warren Benson, compositore statunitense (Detroit, n. 1924 - Rochester, † 2005)
- Warren Casey, compositore, paroliere e librettista statunitense (New York, n. 1935 - Chicago, † 1988)

## Coreografi(1)
- Warren Carlyle, coreografo e regista teatrale britannico (Norwich, n. 1972)

## Danzatori su ghiaccio(1)
- Warren Maxwell, ex danzatore su ghiaccio britannico (n. 1955)

## Dirigenti sportivi(1)
- Warren Giles, dirigente sportivo statunitense (Tiskilwa, n. 1896 - Cincinnati, † 1979)

## Drammaturghi(1)
- Warren Leight, drammaturgo, sceneggiatore e produttore televisivo statunitense (Queens, n. 1957)

## Educatori(1)
- Warren Farrell, educatore statunitense (New York, n. 1943)

## Entomologi(1)
- Warren Samuel Fisher, entomologo statunitense (n. 1878 - † 1971)

## Fisici(1)
- Warren Siegel, fisico statunitense (Flint, n. 1952)

## Fumettisti(2)
- Warren Ellis, fumettista, giornalista e scrittore britannico (n. 1968)
- Warren Tufts, fumettista statunitense (Fresno, n. 1925 - † 1982)

## Giocatori di baseball(1)
- Warren Spahn, giocatore di baseball statunitense (Buffalo, n. 1921 - Broken Arrow, † 2003)

## Giocatori di football americano(3)
- Warren Bryant, giocatore di football americano statunitense (Miami, n. 1955 - Smyrna, † 2021)
- Warren McClendon, giocatore di football americano statunitense (Brunswick, n. 1999)
- Warren Sapp, ex giocatore di football americano statunitense (Orlando, n. 1972)

## Giocatori di snooker(1)
- Warren Simpson, giocatore di snooker australiano (Toowoon Bay, † 1980)

## Golfisti(1)
- Warren Wood, golfista statunitense (Chicago, n. 1887 - Pelham Manor, † 1926)

## Imprenditori(3)
- Warren Avis, imprenditore e aviatore statunitense (Bay City, n. 1915 - Ann Arbor, † 2007)
- Warren Buffett, imprenditore, economista e filantropo statunitense (Omaha, n. 1930)
- Warren Mosler, imprenditore e economista statunitense (Manchester, Connecticut, n. 1949)

## Informatici(1)
- Warren Robinett, programmatore e autore di videogiochi statunitense (Springfield, n. 1951)

## Musicisti(1)
- Warren Ellis, musicista e compositore australiano (Ballarat, n. 1965)

## Musicologi(1)
- Warren Kirkendale, musicologo canadese (Toronto, n. 1932 - Roma, † 2023)

## Neuroscienziati(1)
- Warren McCulloch, neurofisiologo statunitense (n. 1898 - † 1969)

## Nuotatori(1)
- Warren Kealoha, nuotatore statunitense (Honolulu, n. 1904 - Honolulu, † 1972)

## Ostacolisti(1)
- Rex Cawley, ostacolista statunitense (Highland Park, n. 1940 - Orange, † 2022)

## Politici(8)
- Warren Austin, politico statunitense (Highgate, n. 1877 - Burlington, † 1962)
- Warren Earl Burger, politico e giurista statunitense (Saint Paul, n. 1907 - Washington, † 1995)
- Warren Christopher, politico e diplomatico statunitense (Scranton, n. 1925 - Los Angeles, † 2011)
- Warren Davidson, politico statunitense (Troy, n. 1970)
- Warren G. Harding, politico statunitense (Blooming Grove, n. 1865 - San Francisco, † 1923)
- Warren Hastings, politico britannico (Churchill, n. 1732 - Daylesford, † 1818)
- Warren Perley Knowles, politico e avvocato statunitense (River Falls, n. 1908 - Black River Falls, † 1993)
- Ken Paxton, politico, avvocato e magistrato statunitense (Minot, n. 1962)

## Produttori cinematografici(1)
- Warren Skaaren, produttore cinematografico e sceneggiatore statunitense (Rochester, n. 1946 - Austin, † 1990)

## Rapper(1)
- Warren G, rapper, beatmaker e produttore discografico statunitense (Long Beach, n. 1970)

## Registi(1)
- Lee Tamahori, regista neozelandese (Wellington, n. 1950)

## Rugbisti a 15(3)
- Warren Gatland, ex rugbista a 15 e allenatore di rugby a 15 neozelandese (Hamilton, n. 1963)
- Warren Spragg, rugbista a 15 britannico (Manchester, n. 1982)
- Warren Whiteley, ex rugbista a 15 e allenatore di rugby a 15 sudafricano (Durban, n. 1987)

## Sceneggiatori(1)
- Warren B. Duff, sceneggiatore e produttore cinematografico statunitense (San Francisco, n. 1904 - Los Angeles, † 1973)

## Scienziati(1)
- Warren Weaver, scienziato e matematico statunitense (Reedsburg, n. 1894 - New Milford, † 1978)

## Scrittori(1)
- Warren Adler, scrittore, poeta e drammaturgo statunitense (Brooklyn, n. 1927 - Manhattan, † 2019)

## Storici(1)
- Warren Treadgold, storico e docente statunitense (Oxford, n. 1949)

## Tennisti(2)
- Warren Jacques, ex tennista e allenatore di tennis australiano (Sydney, n. 1938)
- Warren Woodcock, tennista e allenatore di tennis australiano (n. 1936 - † 2022)

## Tenori(1)
- Warren Mok, tenore e direttore artistico cinese (Hong Kong, n. 1958)

## Velocisti(1)
- Warren Weir, velocista giamaicano (Trelawny, n. 1989)

## Senza attività specificata(3)
- Kizza Besigye, ex politico ugandese (Rukungiri, n. 1956)
- Warren Newcombe, effettista statunitense (Waltham, n. 1894 - Città del Messico, † 1960)
- Warren Potent, ex tiratore a segno australiano (Parramatta, n. 1962)